# Osilo
Osilo település Olaszországban, Szardínia régióban, Sassari megyében. Lakosainak száma 2794 fő (2023. január 1.). Osilo Codrongianos, Muros, Ploaghe, Sassari, Sennori, Cargeghe, Tergu és Nulvi községekkel határos.

## Népesség
A település lakossága az elmúlt években az alábbi módon változott:
| Lakosok száma | 3059 | 3007 | 2794 |
|               | 2017 | 2018 | 2023 |